# تیا سیرکار
تیا سیرکار (انگلیسی: Tiya Sircar؛ زادهٔ ۱۶ مهٔ ۱۹۸۲) یک هنرپیشه اهل ایالات متحده آمریکا است. وی از سال ۲۰۰۷ میلادی تاکنون مشغول فعالیت بوده‌است.

## گزیدهٔ آثار

### سینما
- کارآموز (۲۰۱۳)
- دوستی با مزایا (۲۰۱۱)
- دوباره ۱۷ (۲۰۰۹)

### تلویزیون
- تماس (۲۰۱۲)
- ان‌سی‌آی‌اس
- خاطرات خون‌آشام (۲۰۱۰)
- نابودگر: ماجراهای سارا کانر (۲۰۰۸)
- هانا مونتانا (۲۰۰۷)
- دکتر هاوس (۲۰۰۷)